# مالدیو در المپیک تابستانی ۲۰۲۴
کاروان المپیکی مالدیو، یکی از کاروان‌های شرکت‌کننده در بازی‌های المپیک تابستانی ۲۰۲۴ بود. این دوره از بازی‌ها از ۲۶ ژوئیه تا ۱۱ اوت ۲۰۲۴ (۵ تا ۲۱ امرداد ۱۴۰۳ خورشیدی) به میزبانی پاریس، پایتخت فرانسه برگزار شد. این حضور، دهمین حضور این کاروان در ادوار المپیک بود. نخستین حضور کاروان مالدیو، به المپیک ۱۹۸۸ باز می‌گردد.
این‌ کاروان در پایان این دوره موفق به کسب مدال نشد.

## شرکت‌کنندگان
فهرست زیر به ورزشکاران این کاروان اشاره دارد.
| ورزش         | مردان | زنان | مجموع |
| ------------ | ----- | ---- | ----- |
| دو و میدانی  | ۱     | ۰    | ۱     |
| بدمینتون     | ۰     | ۱    | ۱     |
| شنا          | ۱     | ۱    | ۲     |
| تنیس روی میز | ۰     | ۱    | ۱     |
| مجموع        | ۲     | ۳    | ۵     |